# Анафоф
Анафоф или Анатот (др.-евр. ענתות‬) — левитский город в уделе колена Вениаминова располагавшийся на территории современного Израиля в трёх древнеримских милях на северо-восток от города Иерусалима. Иногда Анафоф путают с городом Аннах, лежащим значительно дальше, на реке Евфрат, между Халебом и Багдадом, и носившим прежде также имя Anata.
Предположительно, название города происходит от Анат — богини в западносемитской мифологии.

## Библейская история
Анафоф упоминается как родина Абизера, однако наибольшую известность город имеет как место, где родился Иеремия, второй из четырёх великих пророков Ветхого Завета. Он упоминает жителей города как людей, которые были в заговоре против него и которым он предрекал тяжкие невзгоды за их предательство.
Анафоф действительно сильно пострадал от воинов армии ассирийского царя Сеннахирима (VII век до н. э.), и только 128 мужчин вернулись домой из вавилонского плена.

## Поздняя история
Местоположение города определил в XIX веке исследователь Библии Эдвард Робинсон, который описал свою находку следующими словами: «в настоящее время там находится селение Аната, на расстоянии одного часа с четвертью пути от Иерусалима, и состоящее из нескольких жалких лачуг, жители которых очень бедствуют».